# Hôtel Montaudouin
L'hôtel Montaudouin (ou de Montaudoin, ou Montaudoin, ou hôtel des Colonnes), est un hôtel particulier de style néo-classique bâti à la fin du XVIIIe siècle, situé sur la place Maréchal-Foch, dans le centre-ville de Nantes, en France. L'immeuble a été inscrit au titre des monuments historiques en 1951 (pour sa partie nord) et 1954 (pour sa partie sud).

## Historique
Depuis le début du XVIIIe siècle, la municipalité nantaise a pour projet d'urbaniser le secteur au Nord-Est de la cathédrale, notamment en détruisant les remparts du XVe siècle pour en récupérer les terrains. Jean-Baptiste Ceineray, architecte de la ville à partir de 1770, met à bien ce projet. Les remparts sont abattus, et Ceineray modifie le tracé des cours Saint-Pierre et Saint-André pour les mettre dans le même alignement. Au centre, il crée une place rectangulaire, la place d'Armes. Il décide également de l'ouverture de l'actuelle rue du Roi-Albert reliant la Chambre des comptes de Bretagne à la cathédrale, et, de 1771 à 1774, fait construire un premier bâtiment bordant la place d'Armes, l'hôtel d'Aux. Il projette, sur la parcelle où va se dresser l'hôtel Montaudouin, deux rues latérales (l'amorce d'une rue à l'ouest de l'hôtel d'Aux et la rue de l'Évêché) afin de créer une symétrie avec le côté opposé de la place (les actuelles rues Gambetta et Maréchal-Joffre située de part et d'autre de l'« hôtel de Charette »). Ceineray envisage ensuite la destruction du dernier vestige de la fortification de la ville, la porte Saint-Pierre, pour créer un bâtiment symétrique à l'hôtel d'Aux.
Mais cette porte n'est pas détruite (et existe encore au XXIe siècle). En 1780, Ceineray, malade, cède son poste à Mathurin Crucy, qui modifie le plan initial. Il respecte la symétrie imposée par son prédécesseur, et envisage aussi de créer un bâtiment jumeau de l'hôtel d'Aux, mais il renforce cette symétrie en traçant une voie (actuelle rue Chauvin) au centre de la parcelle de l'hôtel Montaudouin, laquelle communique avec la place par l'intermédiaire d'un porche surmonté d'une colonnade. Ce terrain est acquis par M. de Martel, à qui Crucy propose un projet d'hôtel particulier qui est lancé en 1783. Les premières propriétaires et habitantes sont Mme Anne Montaudouin de la Clartière, belle-mère de M. de Martel, qui habite la partie proche de l'hôtel d'Aux et Mme veuve Dulac, qui occupe la partie proche de la cathédrale.
La partie nord de l'hôtel Montaudouin est inscrit aux monuments historiques par arrêté du 2 juillet 1951, tandis que la partie sud (« hôtel Dulac ») l'est par arrêté du 19 mars 1954.

## Architecture
L'imposante façade Est du bâtiment forme un des côtés de la rectangulaire place Maréchal-Foch. Au centre, l'avant-corps saillant est inspiré de l’œuvre d'Andrea Palladio, surplombée d'un soubassement à refends doté d'un porche permettant d'accéder la rue Chauvin, avec sur de chaque côté de celui-ci une porte rectangulaire. Au sommet, le fronton est orné d'armoiries sculptées. Ce fronton répond à celui de l'hôtel d'Aux voisin. Supportant le fronton, quatre colonnes corinthiennes monumentales appuyés sur un balcon forment une loge à l'italienne. La façade donnant sur la rue de l'Évêché présente de grandes arcades.

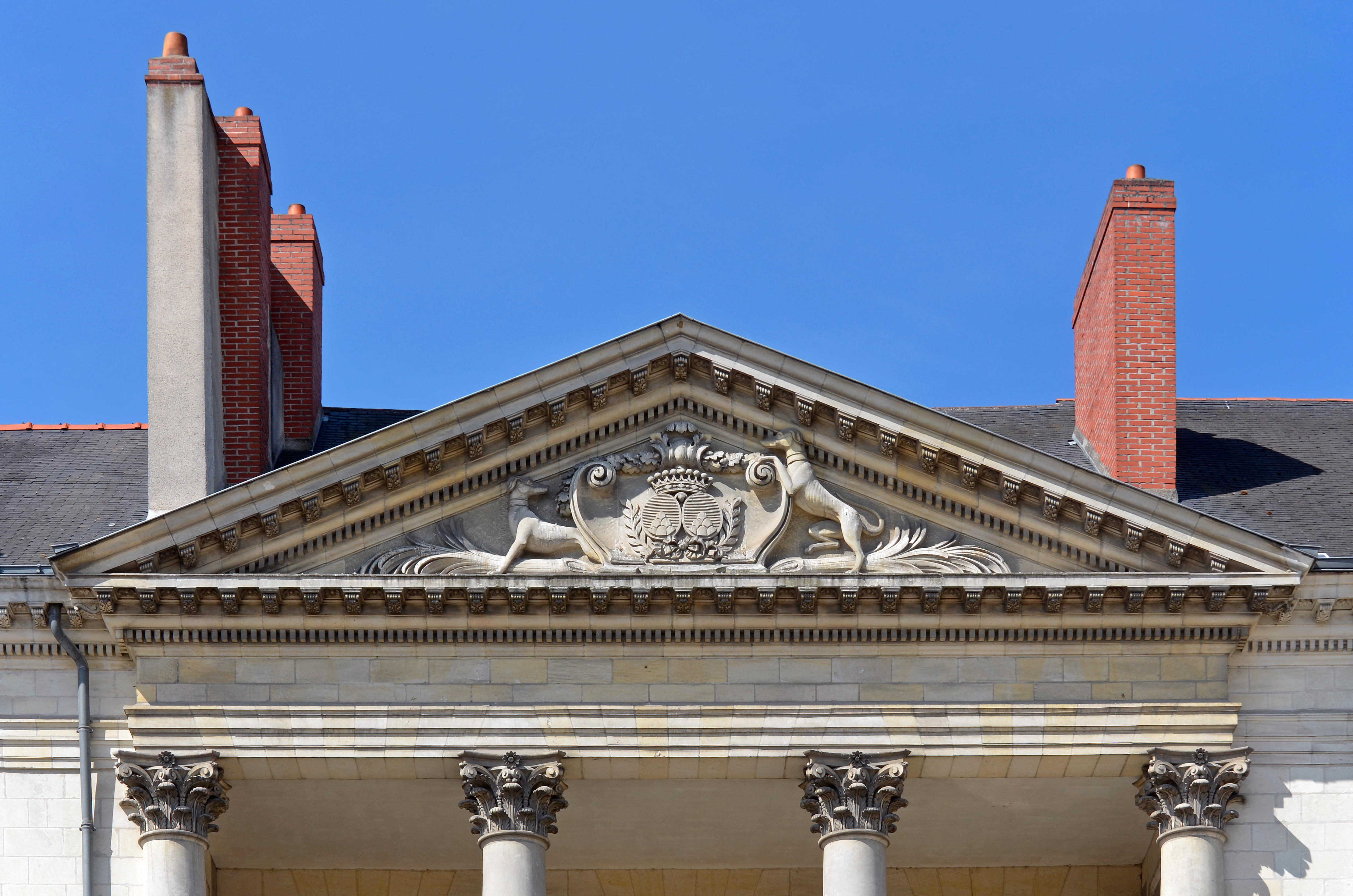
Fronton de l'hôtel Montaudoin
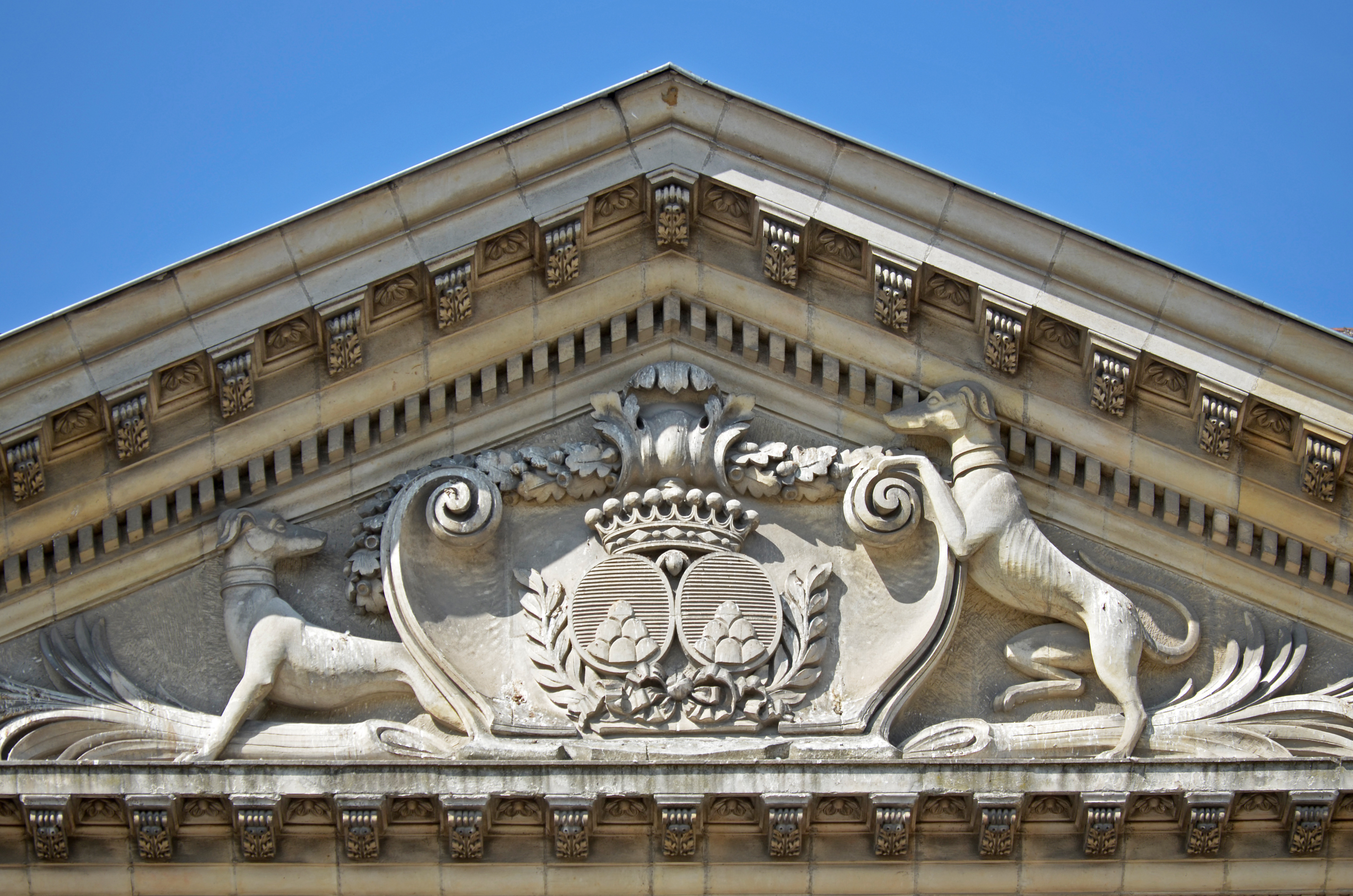
Fronton de l'hôtel Montaudoin
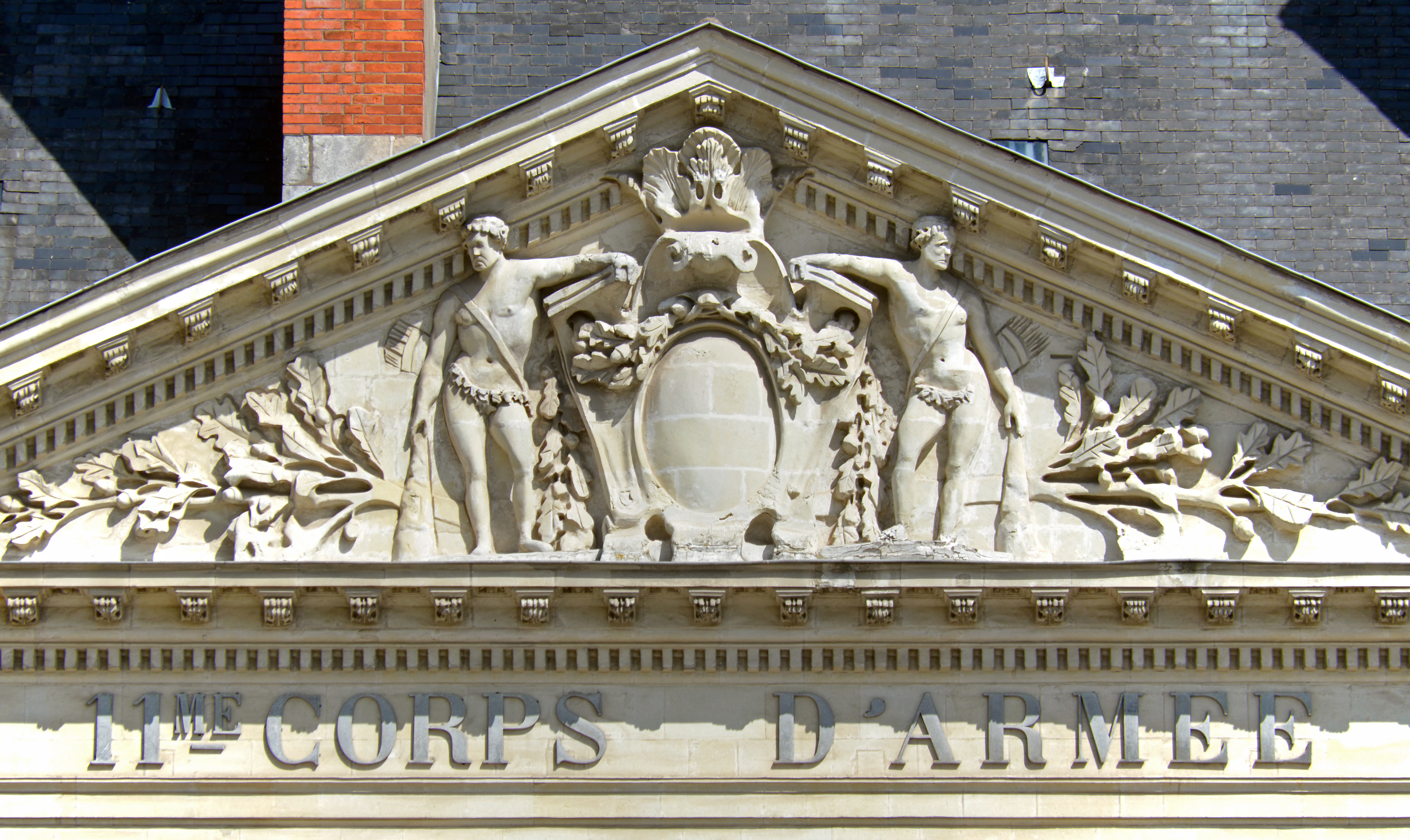
Fronton de l'hôtel d'Aux